# (740) Cantabia
(740) Cantabia ist ein Asteroid des Hauptgürtels, der am 10. Februar 1913 vom US-amerikanischen Astronomen Joel Hastings Metcalf in Winchester, Massachusetts entdeckt wurde. 
Der Asteroid wurde benannt nach einer verkürzten Form von Cantabridgia, der lateinischen Bezeichnung von Cambridge, dem Standort der Harvard-Universität.